# ミヤマチャバネセセリ
ミヤマチャバネセセリ（深山茶羽挵、学名: Pelopidas jansonis）は、チョウ目（鱗翅目）セセリチョウ科に属するチョウの一種。茶色い小さなセセリチョウで、チャバネセセリの仲間。

## 形態・生態
成虫は、4 - 9月にかけて年2回発生。近似種とは、もっぱら後翅裏の銀紋で区別する。本種は銀紋が大きく鮮やかであることで、他種と識別できる。他のセセリ同様、とまる時は翅を半分開く。花によく訪れるが、湿地で吸水したり、獣糞からミネラルを補給したりもする。
幼虫の食草はススキを主とするイネ科で、葉を巻いて糸でつづり、巣をつくる。
越冬態は蛹。

## 分布
日本（本州（青森・津軽地域）から南西諸島）、朝鮮半島、中国。近年減少の著しい種でもあり、衰亡が心配されている。
名前は「ミヤマ（深山）」であるが、草原や渓流沿いなどでも見られる。平野部にはいない。